# Лагеря перевоспитания в Китае
Лагеря перевоспитания в Китае (кит. трад. 勞動教養, упр. 劳动教养, пиньинь láodòng jiàoyǎng), также известные в КНР как лаоцзяо (кит. трад. 勞教, упр. 劳教, пиньинь láojiào) — учреждения для содержания лиц, обвиняемых в незначительных преступлениях, таких как воровство, проституция, а также для политически неблагонадёжных и последователей Фалуньгуна. Эти лагеря предназначались для перевоспитания трудом
. Не следует путать лагеря перевоспитания лаоцзяо с лагерями лаогай, в которых содержались люди, обвиняемые в более серьёзных правонарушениях.
Действовали с 1957 года.
В 2013 году было решено закрыть лагеря.